# Ілиця
І́лиця (хорв. Ilica) — центральна вулиця столиці Хорватії міста Загреба, його торговельне і бізнесове осереддя — тут зосереджені численні заклади комерції, торгівлі, громадського харчування, культурні осередки. Також вважається найдорожчою загребською вулицею для проживання та оренди приміщення. 
Розташована в загребському Нижньому місті (Доні град / Donji grad). Це одна з найдовших вулиць Загреба — завдовжки 6,4 км (третя за довжиною у місті) і пролягає через усю західну частину міста, в напрямку «схід - захід», від центральної площі бана Єлачича через Чрномерець аж до Болонського бульвару.

## З історії
Колишня назва вулиці — Лончарська дорога (Lončarska cesta, тобто «Гончарський шлях»).
Вулиця названа на честь струмка Ілиця, вздовж якого жили гончарні майстри, які по берегах Ілиці добували глину, з якої виробляли кераміку. Вище Градця, на краю Ілиці біля церкви св. Маргарети був середньовічний осередок Нижнього міста.
Власне назва «Ілиця» вперше була зафіксована в 1431 році, а сама вулиця дістала свій нинішній вигляд у цілому наприкінці XVIII століття.
Наприкінці ХІХ та на початку ХХ століття на відрізку між площею Бана Єлачича та Британською площею багато попередніх будівель поступово зникли, а на їх місцях з'явилися нові презентабельні будинки.
У 1956—59 роках на Ілиці, фактично на площі Єлачича (буд. № 1) був зведений 16-поверховий Небодер, що став першим висотним будинком у Загребі (його ремонтували у 2007 році).
У теперішній час Ілиця — це торговельне і бізнесове осереддя Загреба.

## Об'єкти
На Ілиці зосереджені численні магазини, кафе і ресторани, банки, офіси різноманітних компаній, заклади культури, деякі підприємства тощо. Серед важливих об'єктів міської інфраструктури, на Ілиці зокрема:
- буд. № 1 — «Ілицький хмарочос» (Ilički neboder);
- буд. № 3 — Хорватське бюро статистики;
- буд. № 12 — загребський офіс British Council;
- буд. № 17 — Архів Тошо Дабаца (Tošo Dabac);
- буд. № 48 — штаб-квартира партії Демократичний Центр;
- буд. № 85 — Загребська Академія мистецтв;
- буд. № 224 — Загребська броварня.

Загалом на Ілиці близько 500 номерів будинків.

## Транспорт
Ілиця — одна з важливих вулиць у транспортному відношенні загребського середмістя, рух у центрі влаштований однобічний. 
Вулицею проходять трамваї: №№ 1, 6, 11, 12, 13, 14 і 17 (денні маршрути).